# Álvaro Alcalá Galiano y Vildósola
Álvaro Alcalá Galiano y Vildósola (Bilbao, 21 de mayo de 1873-Paracuellos, 27 de noviembre de 1936) fue un pintor artístico y decorador español.

## Biografía
Hijo de Mercedes Vildósola y Costa, nació en una familia de la aristocracia y ostentó en vida títulos tales como el de conde del Real Aprecio, mayordomo de semana del rey Alfonso XIII y maestrante de la Real de Zaragoza.

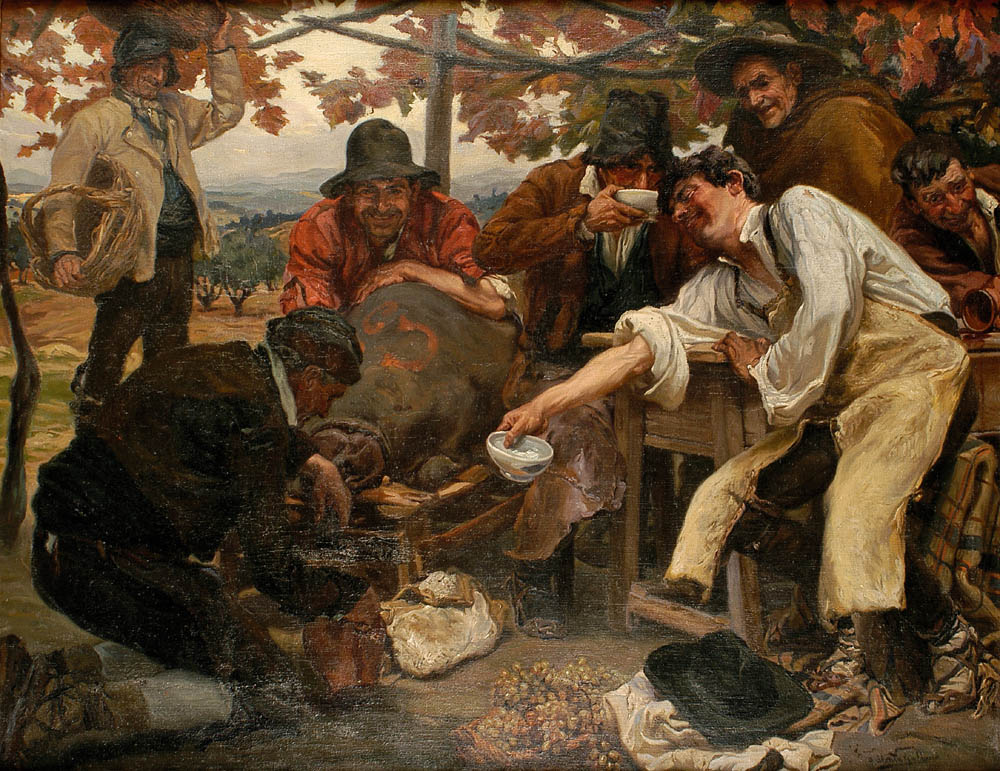
Después de la vendimia, óleo sobre lienzo de Álvaro Alcalá Galiano.

Sus primeros maestros fueron Antonio Lecuona y Adolfo Guiard. Se le propuso de joven trasladarse a París para formarse junto al maestro Léon Bonnat. No obstante, su familia decidió que estudiase en Madrid, y así comenzó su formación en el estudio de Jiménez Aranda en la capital de España y posteriormente en el de Joaquín Sorolla, del que fue uno de sus más notables discípulos.
Fue organizador de exposiciones en Bilbao y San Sebastián y presidente de la Asociación de Pintores y Escultores Españoles. En 1902 viajó a la Bretaña francesa, Holanda y Alemania, donde desarrolló algo más su pintura.
Como pintor se centró en las escenas costumbristas o de género. Fue uno de los máximos exponentes de la pintura paisajista y mural de la primera mitad del siglo XX.
Fue fusilado por el bando republicano en las matanzas de Paracuellos de Jarama, en otoño de 1936, al comienzo de la Guerra Civil.

## Reconocimientos
Obtuvo los siguientes reconocimientos en las Exposiciones Nacionales de Bellas Artes de España:
- Tercera medalla en 1897 y 1899.
- Segunda medalla en 1901.
- Primera medalla en 1920, por el lienzo La senda (en el Museo del Prado).

Asimismo, fue galardonado con tercera medalla en el Salón de París de 1910, con segunda en la Universal de Buenos Aires de ese mismo año y con gran premio de honor en la Exposición Internacional de Panamá de 1916.